# Programa 437

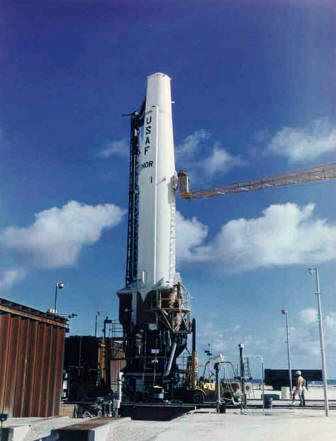
Misil Thor

El programa 437 fue el segundo proyecto antisatélite del ejército de Estados Unidos, aprobado el 20 de noviembre de 1962 después de una serie de pruebas de detonaciones nucleares a gran altitud. Las instalaciones estaban localizadas en el atolón Johnston, lugar solitario al norte del Océano Pacífico.

## Historia
Fue el primer programa militar antisatélite en operación, aunque discontinuado a favor del programa de misiles balísticos Thor.
El programa Thor usaba armas nucleares para generar un pulso electromagnético para deshabilitar toda la electrónica del enemigo. Las pruebas de este tipo tuvieron lugar entre 1952-1962.
El punto negativo del programa era que no se podía controlar el radio de daño ni tampoco proteger a los satélites de naciones amigas, y la Fuerza Aérea de Estados Unidos tenía un número limitado de estos misiles y su presupuesto estaba más restringido hacia la Guerra de Vietnam.
El programa fue cancelado en enero de 1977, pero los trabajos e investigación sobre armas antisatélites continuaron desde la Administración de Gerald Ford.